# (2726) Kotelnikov
(2726) Kotelnikov – planetoida z pasa głównego asteroid okrążająca Słońce w ciągu 4 lat i 309 dni w średniej odległości 2,86 j.a. Została odkryta 22 września 1979 roku w Krymskim Obserwatorium Astrofizycznym w Naucznym na Półwyspie Krymskim przez Nikołaja Czernycha. Nazwa planetoidy pochodzi od Władimira Aleksandrowicza Kotelnikowa (1908-2005), pioniera radioastronomii w Rosji. Przed nadaniem nazwy planetoida nosiła oznaczenie tymczasowe (2726) 1979 SE9.